# Rivulus schuncki
Rivulus schuncki är en fiskart som beskrevs av Costa och De Luca 2011. Rivulus schuncki ingår i släktet Rivulus och familjen Rivulidae. Inga underarter finns listade i Catalogue of Life.